# Mientras haya vida
Mientras haya vida é uma telenovela mexicana  produzida por Epigmenio Ibarra e exibida pela Azteca entre 2 de maio de 2007 e 18 de janeiro de 2008.
Foi protagonizada por Margarita Rosa de Francisco e Saúl Lisazo, co-protagonizada por Paola Núñez e Andrés Palacios e antagonizada por Romina Gaetani, Hector Arredondo, Fernando Ciangherotti e Enrique Singer.

## Sinopse
María Montero é abandonada pelo marido Leonardo, que foge para os Estados Unidos em busca de uma vida melhor para ele e suas três filhas: Elisa, Gina e Emiliana.
Héctor Cervantes, é um empresário pai de dois filhos: Alejandro e Gael. A filha de Heitor morre vítima de uma doença, que levou sua esposa ao suicídio. A partir desse momento, Héctor viveu sozinho até conhecer Romina Sáenz, sua secretária, que trabalhava para uma organização para que Héctor vendesse suas ações. Heitor a pediu em casamento. Pouco antes de atingir seu objetivo, Héctor conhece María e se apaixona. Terão de suportar as maldades e as intrigas de Romina, Gael, Gonzalo e do mais velho; Mas o maior obstáculo que vai separar María e Héctor é que ele é diagnosticado com câncer no pâncreas. Elisa se apaixona por Sergio, um taxista mulherengo, e Alejandro, filho de Héctor.

## Elenco
- Margarita Rosa de Francisco - María Robles
- Saúl Lisazo - Héctor Cervantes Sánchez
- Andrés Palacios - Sergio Juárez Rojas
- Romina Gaetani - Romina Sáenz
- Paola Nuñez - Elisa Montero Robles
- Héctor Arredondo - Gael Cervantes Rivas
- Carmen Beato - Elena de la Riva
- Anna Ciocchetti - Marion Lennox
- Farnesio de Bernal - Lorenzo Rivas
- Tommy Dunster - Alejandro Cervantes Rivas
- Carmen Madrid - Natalia
- Carlos Torres Torrija - Leonardo Montero
- Marimar Vega - Georgina «Gina» Montero Robles
- Erik Hayser - Daniel
- Alicia Jaziz - Emiliana Montero Robles
- Alan Ciangherotti - Julio
- Carolina Cartagena - Luisa Vale
- Mayra Sierra - Ofelia de Cervantes
- Ana Ofelia Murguia - Toto
- Fernando Ciangherotti - Gonzalo de la Riva
- Javier Díaz Dueñas - Ramón Vale
- Angélica Celaya - Paula Hernández
- Jorge Eduardo García - Diego Vale / Diego Juárez
- Marco Treviño - el Dr. Marcos Riveroll
- Enrique Singer - Arturo Marín «El Mayor»
- Plutarco Haza - Rodrigo[2]
- Ari Telch - Ignacio Estévez[3]
- Tomás Goros - Jaime
- Luis Cárdenas - Comandante Pedro Montero
- Gloria Peralta - Dolores Sánchez de Cervantes
- Alenka Ríos - Chabela
- Mar Carrera - Graciela Rivas de Cervantes
- Arnulfo Reyes Sánchez - Bermúdez
- María del Carmen Félix - Alicia «Licha»
- Mario Loría - Óscar
- Joaquín Cosío - Fernando Camacho
- Luis Yeverino - El Puma
- Ramón Medína - Ernesto «Neto» Juárez Rojas